# Józef Siemek
Józef Antoni Siemek, ps. „Baca” (ur. 15 marca 1913 w Nowym Sączu, zm. 1 lipca 1983 w Warszawie) – dziennikarz polski, działacz państwowy, prezes Głównego Urzędu Kontroli Prasy, Publikacji i Widowisk, poseł do Krajowej Rady Narodowej i na Sejm Ustawodawczy.

## Życiorys
Odbył studia polonistyczne na Wydziale Filozofii Uniwersytetu Jagiellońskiego, uzyskując dyplom magistra w 1936. Działał w tym okresie w Organizacji Młodzieży Towarzystwa Uniwersytetu Robotniczego, Bratniej Pomocy, Legionie Młodych, Związku Niezależnej Młodzieży Socjalistycznej. W latach 1938–1939 pracował jako nauczyciel-praktykant w Państwowym Liceum i Gimnazjum w Nowogródku. W czasie II wojny światowej utrzymywał się z pracy kelnera w Pleszewie, potem był m.in. urzędnikiem Rady Głównej Opiekuńczej w Kielcach i Skarżysku-Kamiennej, robotnikiem w Krakowie, magazynierem. Rozpoczął pracę dziennikarską, redagując pismo konspiracyjne w województwie krakowskim „Racławice”. Działał w organizacji Żegota i Chłopskiej Organizacji Wolności Racławice. Na przełomie 1943/1944 więziony na Montelupich (krakowskie więzienie Gestapo).
Po wojnie znalazł się na Dolnym Śląsku, gdzie był sekretarzem Wojewódzkiego Komitetu Polskiej Partii Socjalistycznej, a także zastępcą redaktora naczelnego „Wrocławskiego Kuriera Ilustrowanego”. W latach 1946–1947 pełnił mandat poselski w Krajowej Radzie Narodowej, w latach 1947–1952 w Sejmie Ustawodawczym. W 1948 został członkiem PZPR.
W 1949 przeniósł się do Warszawy; podjął pracę w wydawnictwie „Książka i Wiedza” jako kierownik Działu Aktualności Politycznych. W listopadzie 1950 został powołany na stanowisko dyrektora Funduszu Kościelnego i zastępcy dyrektora Urzędu do Spraw Wyznań.
W latach 1955–1956 (formalnie do 1957) był redaktorem naczelnym „Gazety Poznańskiej”, utracił stanowisko po wydarzeniach października 1956. Po powrocie do Warszawy był sekretarzem redakcji „Życia Partii”. W listopadzie 1957 został zastępcą kierownika Biura Prasy przy Komitecie Centralnym PZPR; był zastępcą członka Komitetu Centralnego. Od września 1965 do lutego 1973 pełnił funkcję prezesa Głównego Urzędu Kontroli Prasy, Publikacji i Widowisk (szefa cenzury państwowej).
Po przejściu na emeryturę (1973) był dziennikarzem ekonomicznym w „Książce i Wiedzy” na pół etatu. W latach 1963–1982 należał do Stowarzyszenia Dziennikarzy Polskich. Opublikował m.in. książkę Śladami klątwy, na temat ekskomuniki w Kościele Katolickim, oraz antykościelne pamflety: O współpracę wierzących i niewierzących i Quousque tandem, Kardynale?, o kardynale Stefanie Wyszyńskim, obchodach 1000-lecia Chrztu Polski i braku uregulowania administracji kościelnej na Ziemiach Zachodnich 
Mieszkał w Warszawie. Żonaty z Kazimierą Siemek (1916–1983). Jego synem był Marek Siemek
Pochowany na cmentarzu Wojskowym na Powązkach w Warszawie (kwatera C39-1-5).

## Ordery i odznaczenia
- Order Sztandaru Pracy II klasy (1969)[7]
- Krzyż Oficerski Order Odrodzenia Polski
- Krzyż Kawalerski Orderu Odrodzenia Polski
- Złoty Krzyż Zasługi (12 listopada 1946)[8]
- Medal Zwycięstwa i Wolności 1945

Posiadał również liczne odznaki lokalne i sportowe, a także czechosłowacką odznakę dziennikarską im. Juliusa Fučika.